# Grateful Dead

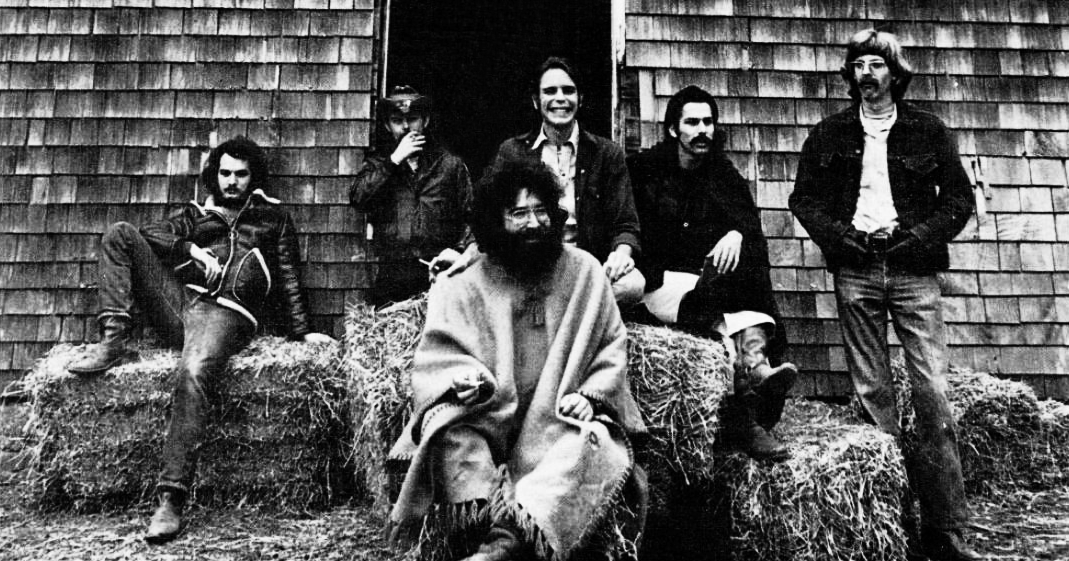
Grateful Dead, 1970

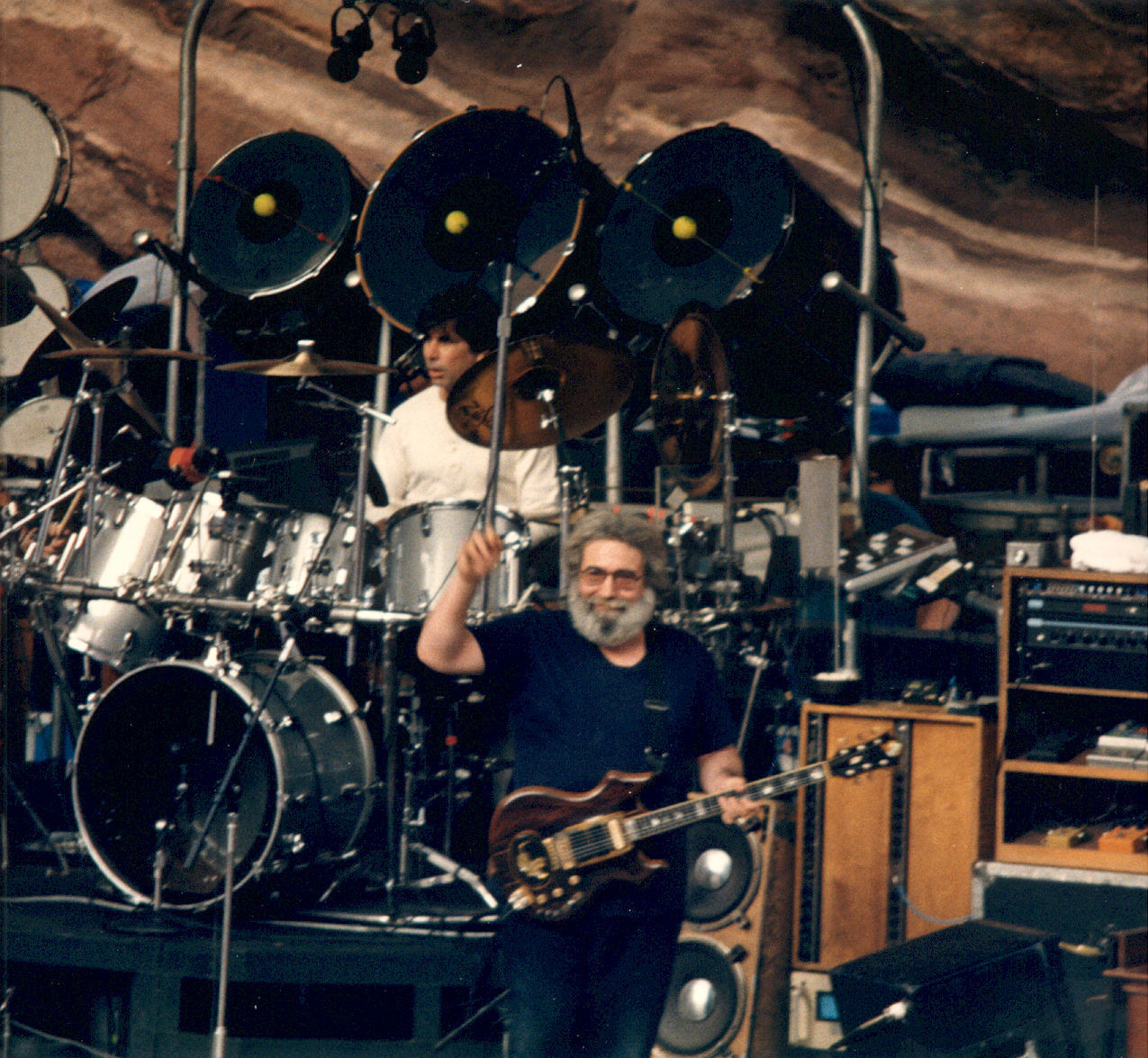
Gitarist Jerry Garcia tijdens een optreden van Grateful Dead, 1987

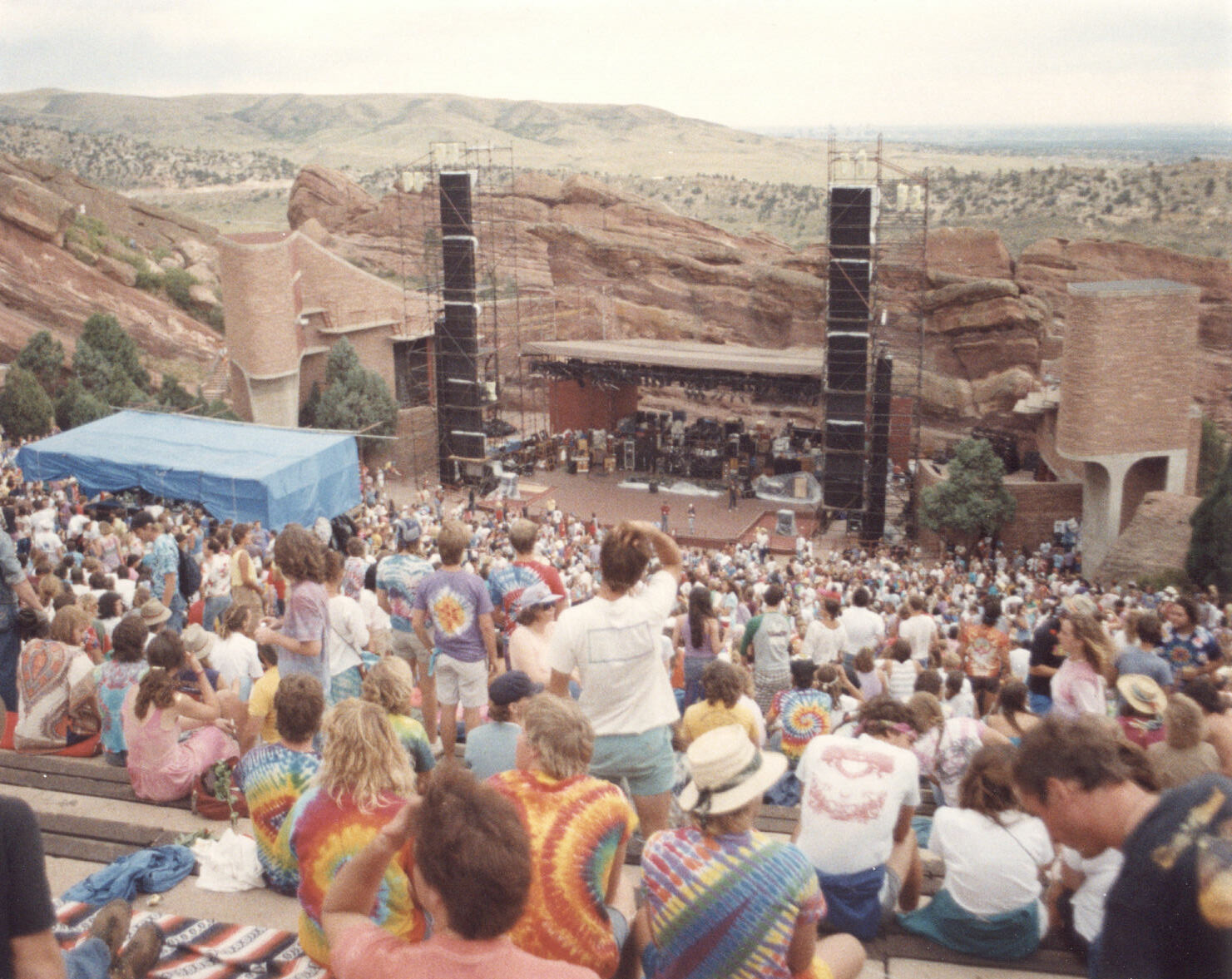
Optreden van Grateful Dead in 1987

Grateful Dead is een voormalige Amerikaanse rock-, folk- en countryband die actief was in de periode 1965–1995. Gedurende haar bestaan kende de band een opmerkelijk stabiele bezetting; alleen op toetsen zijn er wisselingen geweest. Leadgitarist Jerry Garcia fungeerde voor de buitenwereld als boegbeeld van de groep; binnen de groep zelf was er echter een grote mate van gelijkwaardigheid. Grateful Dead wordt vanwege hun experimenten met verschillende muziekstijlen en hun live-reputatie wel gezien als de ultieme jamband.

## Achtergrond
Grateful Dead kwam op halverwege de jaren 60, samen met andere psychedelische bands van naam uit San Francisco, Jefferson Airplane en Quicksilver Messenger Service, tijdens de ontwikkeling van de hippie- en jeugdcultuur in de Verenigde Staten. De groep begon als Mother McCree's Uptown Jug Champions, werd later The Warlocks, maar koos ten slotte voor de naam The Grateful Dead. De keuze van de naam is altijd een bron van speculatie geweest, maar vindt zijn oorsprong in het op goed geluk open slaan van een woordenboek.
The Grateful Dead (later zonder lidwoord) was de huisband van de Merry Pranksters van Ken Kesey, die met het geld dat hij verdiende met zijn boek One Flew Over the Cuckoo's Nest diverse happenings organiseerde (zie bijvoorbeeld Tom Wolfe’s boek The Electric Kool-Aid Acid Test ). Psychedelische drugs en dan met name het lsd, dat legaal was in de VS tot oktober 1966, waren daarbij ruim aanwezig om de geest te beïnvloeden. In ieder geval bevrijdde het de muziek van de Grateful Dead: in een paar jaar tijd was de oorspronkelijke dans- en rhythm & blues-band veranderd in een psychedelisch collectief met vergaande muzikale ambities.
De Grateful Dead trad vaak gratis op in de parken en zalen van San Francisco, wat in de eerste jaren weinig geld, maar wel goodwill opleverde. Warner Bros. bood de groep een contract aan, met voor huidige begrippen ruime voorwaarden. Zo mocht de band zelf beslissen welke muziek er op de elpees werd gezet, en daar hebben ze nog wel grijze haren van gehad bij Warner.
De eerste gelijknamige elpee (1967) werd in drie dagen opgenomen en klinkt zeer energiek, maar is niet representatief voor de concerten die de groep toen gaf, en achteraf was de band er ook niet geweldig enthousiast over. Dat werd gecorrigeerd met Anthem of the Sun (1968), dat ongeveer acht maanden kostte om te maken en een poging was om live- en studio-opnamen te combineren. Een artistiek succes, maar niet het commerciële succes waar de band en de platenmaatschappij op hoopten. Dat werd niet beter met de uit studio-opnamen bestaande derde elpee, Aoxomoxoa (1969). (De titel is een palindroom, bedacht door Rick Griffin.)
In dat jaar werd vervolgens uit zowel economisch (goedkoop) als artistiek oogpunt (de Dead moest het juist hebben van live-optredens) de meest logische stap gezet: een live dubbel-elpee verscheen onder de titel Live / Dead. Met dit hoogtepunt in het oeuvre, met lang uitgesponnen improvisaties en de "signature tune" Dark Star keerden de kansen voor de band, maar het leverde nog niet voldoende op om aan alle schulden te kunnen voldoen.
Zoals Woodstock symbolisch was voor de zonzijde van de jeugdcultuur, zo was het fiasco bij Altamont (waarop de Rolling Stones-film Gimme Shelter gebaseerd is) symbolisch voor de schaduwzijde. Niet langer kon men in San Francisco de ogen sluiten voor de druk en de verzuring die de oneindige stroom gelukszoekers met zich meebracht. De Grateful Dead keerde bewust of onbewust terug naar haar begin in de country (tenslotte was leadgitarist Garcia onder meer banjospeler in een bluegrass-band) en bracht in 1970 tot verrassing van vriend en vijand de platen Workingman’s Dead en American Beauty uit met uitsluitend korte, sterke en op akoestische leest geschoeide songs, zonder de zo bekende uitgesponnen improvisaties. Dit bracht eindelijk het nodige commerciële succes, hoewel de bandleden pas jaren later echt de financiële vruchten zouden plukken van het harde werk.
Financieel beheer is nooit een sterk punt geweest van de band. Voor het grootste deel van haar bestaan heeft de groep dan ook eigenlijk continu moeten toeren om het hoofd boven water te houden. Ook werden de zalen steeds groter. Halverwege de jaren zeventig lastte men wel een pauze in. Mettertijd werd ook Europa aangedaan (de eerste tour daar in 1972), en zelfs Egypte. Hier heeft de groep als eerste westerse mogen spelen, en wel aan de Piramiden van Gizeh in 1978. Verder is de Summer Jam in Watkins Glen noemenswaardig, waar meer dan 600.000 mensen afkwamen op een concert van slechts drie bands: The Allman Brothers Band, The Band en Grateful Dead dus.
De breuk in de underground in 1969 had een blijvende weerslag op de muziek van de Dead. Live was er in eerste instantie nog niet zoveel aan de hand: de scherpte, intensiteit en vernieuwingsdrang van de eerste jaren waren verdwenen, maar de grote ervaring en de bereidheid onbekende paden te betreden leverde in de eerste helft van de jaren zeventig nog steeds veel mooie momenten. De concertbezoeker had niets te klagen: concerten van vier uur waren geen uitzondering, vaak met één akoestische set en één of twee elektrische sets. Op de studio-elpees van dat decennium is beter te horen dat een langzaam verval inzet: de songs worden gaandeweg minder sterk en de band keert zich steeds vaker tot externe producers, terwijl de band in de beginjaren alles zelf in de hand wilde houden. Een positieve uitzondering in dat rijtje elpees is het behoorlijk jazzy Blues for Allah.
Maar gaandeweg begon het eindeloze touren zijn tol te eisen. De spanning tussen de bandleden liep in die jaren op, mede veroorzaakt door het veranderde drugsgebruik: de geestverruimende en groepsversterkende middelen werden veelal ingeruild voor sinistere en solitaire drugs als heroïne en  crack-cocaïne. Zo balanceerde Jerry Garcia in 1986 enkele maanden op het randje van de dood toen hij in een coma raakte, die veroorzaakt werd door een combinatie van suikerziekte en langdurig drugsgebruik.
Merkwaardig genoeg had de Dead in 1987, in de herfst van haar carrière, een heuse hit in de vorm van Touch of Grey, een pakkend liedje over ouder worden. Hoewel de band in de jaren '80 en begin jaren '90 ruimschoots over haar artistieke hoogtepunt was, begon het geld binnen te rollen: de band verdiende met concerten jaarlijks meer dan illustere grootheden als The Rolling Stones, U2 en Paul McCartney. Grote groepen fans (Deadheads) volgden de band op tournee, wat een indicatie is van hun fanatisme, maar wat tegelijkertijd iets zegt over de concerten zelf: in de geschiedenis van de band is geen enkele identieke show te vinden.
In 1995 overleed Jerry Garcia, het meest tot de verbeelding sprekende groepslid (hoewel hij de voortrekkersrol graag afschoof op Bob Weir) aan een hartaanval in een afkickkliniek. Zijn dood betekende het formele einde van de Grateful Dead. De overige leden traden in latere jaren nog op onder de naam The Other Ones. Sinds 2003 treden ex-leden van Grateful Dead met gastmuzikanten weer op als The Dead. Bob Weir treedt daarnaast regelmatig op met zijn band RatDog en Phil Lesh met zijn groep Phil Lesh & Friends, met zo nu en dan leden van Phish, Grateful Dead, Ryan Adams, John Scofield, Warren Haynes, Chris Robinson en anderen.
De culturele waarde van de Grateful Dead is vooral dat zij dertig jaar lang vaandeldrager is gebleven van de idealen van de hippiebeweging en het is opmerkelijk dat er zich telkens nieuwe generaties (Amerikaanse) fans hebben aangediend. Verder heeft Grateful Dead aan de wieg gestaan van het 'jam band genre', een vooral in de Verenigde Staten populaire muzieksoort, met groepen als Phish en The String Cheese Incident.
De muzikale waarde ligt, naast een stapel uitstekende songs, in de vaak virtuoze exploraties op het voor jazz- en avantgardeliefhebbers interessante terrein van de groepsimprovisatie. Die muzikale kwaliteit wordt nog steeds niet alom onderkend - het flowerpower imago heeft het zicht op de grote muzikale rijkdom van de band flink vertroebeld.
Voor de Dead zijn talloze psychedelische concertposters gemaakt, onder meer door de beroemde grafische kunstenaars Rick Griffin en Victor Moscoso.

### Opnames
De band stond amateur-opnames van hun optredens altijd toe. Dit leidde ertoe dat er bij optredens steeds meer amateur-apparatuur in de buurt van het podium kwam te staan, waardoor de officiële apparatuur zelfs in het gedrang kwam. Hierop werd besloten om speciale "soundboard"-kaartjes te verkopen, waarbij amateurs de gelegenheid kregen op een vaste plek opnames te maken. Deze kregen hierdoor een hoge kwaliteit. De website Internet Archive is de host van deze opnames.
Na onderhandelingen met de overgebleven leden van Grateful Dead is wel besloten dat de soundboardopnames alleen als stream kunnen worden beluisterd.

### Fare Thee Well
in 2015 besluiten Hart, Kreutzmann, Lesh en Weir een aantal concerten te organiseren. Het zijn er vijf, genaamd Fare Thee Well, naar aanleiding van het vijftigjarig bestaan van Grateful Dead. De optredens werden gehouden op 27 en 28 juni in Santa Clara, California, in het Levi's stadion; en op 3, 4 en 5 juli in Chicago, Illinois, in het Soldiers Field stadion. De bandleden verklaarden dat het de laatste keer zou zijn dat zij onder de groepsnaam zouden optreden. Ze werden bijgestaan door Trey Anastasio van Phish op gitaar, Jeff Chimenti op keyboards, en Bruce Hornsby op piano. De vraag naar kaartjes was enorm. De concerten waren te volgen via verschillende media. De Chicago shows zijn uitgebracht op cd, blu-ray en dvd.

## Bezetting

### Oorspronkelijke leden
- Jerry Garcia (gitaar en zang)
- Bob Weir (gitaar en zang)
- Phil Lesh (1940-2024) (basgitaar en zang)
- Bill Kreutzmann (drums)
- Ron "Pigpen" McKernan (toetsen, zang, harmonica en percussie)

### Andere leden
- Mickey Hart (drums)
- Tom Constanten (toetsen)
- Keith Godchaux (toetsen)
- Bruce Hornsby (toetsen)
- Robert Hunter (tekstschrijver)
- Donna Jean Godchaux (zang)
- Brent Mydland (toetsen en zang)
- Vince Welnick (toetsen en zang)
- John Mayer (gitaar en zang)